# I'm Glad
«I'm Glad» es el tercer sencillo de This Is Me... Then, tercer álbum de estudio de la cantante estadounidense Jennifer Lopez. Lanzada el 7 de agosto de 2003, la canción no obtuvo el mismo rendimiento comercial que los dos sencillos anteriores, llegando al lugar 32 de la lista Billboard Hot 100. Sin embargo, sus remixes, creados por Paul Oakenfold, Ford y Murk, se tuvieron éxito en las discotecas de los Estados Unidos e impulsaron la canción al número 4 de la lista Dance/Club Play Songs.

## Video musical
El video que acompañó a «I'm Glad» fue dirigido por el fotógrafo David LaChapelle. La adaptación de la coreografía corrió por cuenta de Jeffrey Hornaday, quien también estuvo a cargo de la coreografía de la película de 1983 Flashdance, cuyo personaje principal, al igual que el interpretado por Lopez en esta pieza, es una obrera de la construcción que trabaja como bailarina exótica por las noches.
Lopez usó un atuendo similar a los de la actriz Jennifer Beals en Flashdance y la canción fue ligeramente editada para adaptarla al video. La pieza recibió cuatro nominaciones MTV Video Music Award 2003 en la categorías Mejor video femenino, Mejor video dance, Mejor coregorafía y Mejor dirección de arte, sin llegar a obtener ningún premio.
La recreación de las escenas de Flashdance hicieron que Maureen Marder —cuya vida inspiró el guion de la película— demandara a Lopez, a Sony Corporation y a Paramount Pictures por infringir sus derechos de autor en noviembre de 2003, asegurando que el video era una descripción no autorizada de su historia de vida. Finalmente, en junio de 2006, la demanda fue descartada.

### Posiciones
| Listas (2003)                          | Posición |
| -------------------------------------- | -------- |
| Alemania (Offizielle Deutsche Charts)  | 44       |
| Australia (ARIA)                       | 10       |
| Austria (Ö3 Austria Top 40)            | 50       |
| Bélgica (Flandes) (Ultratop 50)        | 30       |
| Bélgica (Valonia) (Ultratop 50)        | 31       |
| Canadá (Canadian Hot 100)              | 8        |
| España (Top 100 Canciones)             | 19       |
| Estados Unidos (Billboard Hot 100)     | 32       |
| Estados Unidos (Hot R&B/Hip-Hop Songs) | 19       |
| Estados Unidos (Billboard Pop Songs)   | 13       |
| Estados Unidos (Hot Dance Club Songs)  | 4        |
| European Hot 100 Singles               | 16       |
| Hungría (Rádiós Top 40)                | 37       |
| Irlanda (IRMA)                         | 19       |
| Italia (FIMI)                          | 17       |
| Nueva Zelanda (Recorded Music NZ)      | 22       |
| Países Bajos (Dutch Top 40)            | 6        |
| Reino Unido (UK Singles Chart)         | 11       |
| Suecia (Sverigetopplistan)             | 44       |
| Suiza (Schweizer Hitparade)            | 12       |